# 생산함수
생산함수(Production function)는 주어진 생산요소들의 투입량과 이러한 생산요소들을 가지고 최대로 생산할 수 있는 재화의 생산량의 관계를 나타내는 함수이다. 생산함수는 기업이나 국가가 가진 기술의 수준을 반영한다.

## 같이 보기
- 생산요소